# Liberty Square
Liberty Square – dzielnica miasta Miami, na Florydzie w Stanach Zjednoczonych. Obejmuje północną część Liberty City.

## Geografia
Leży na współrzędnych geograficznych 25°49′55″N 80°13′01″W/25,832000 -80,217000, na wysokości 3 m n.p.m.